# فرانز كارل ميرتينز
فرانز كارل ميرتينز (بالألمانية: Franz Karl Mertens)‏ (و. 1764 – 1831 م) هو عالم نبات من ألمانيا . ولد في بيليفيلد .
توفي في بريمن .